# Erik Kross
Erik Kross (* 5. Februar 1956 in Leipzig) ist ein deutscher Komponist und Musiker. In seiner Kindheit erhielt er an der Musikschule Klavier-, Kirchenorgel- sowie Musiktheorieunterricht. Nach dem Abitur studierte er Klavier am Konservatorium in Cottbus und klassische Komposition in Dresden.
Während des Studiums war er Rockmusiker in verschiedenen Bands. Nach dem Studium spielte er in den Folkgruppen Folkländer und Wacholder.
1981 gründete er das Trio Heureka mit, ein Kammerorchester für zeitgenössische Musik.
Seither ist Kross als freischaffender Künstler, von 1987 bis 1993 als Dozent an der Hochschule für Musik und Theater „Felix Mendelssohn Bartholdy“ Leipzig sowie an verschiedenen Theatern tätig. Seit 2008 ist er Leiter der Musical-Klasse der Kreismusikschule Plön.
Erik Kross lebt in Berlin.

## Instrumente
- Klavier
- Keyboards
- Hackbrett/Santur/Sanduri
- Dudelsack
- Drehleier

## Kompositionen und Bearbeitungen

### Kammermusik
- Kammerkonzert Nr. 1 (1984/85)
- Kammermusik für Akkordeon und Fagott (Uraufführung 1986 in Cottbus)
- Mjaskowskij-Instrumentationen (UA: 1994 in Gera)
- Concertino für Kirchenorgel und 2 Saxofone
- Blue Skies (Irving Berlin)
- Faust - Suite

### Bühnenmusik
- Biedermann und die Brandstifter
- Der Butterräuber von Säckingen
- Unser Mann
- Die Stadt
- Was ihr wollt
- Kater, Clowns u. Philippine
- Das Dschungelbuch
- Vampyr
- Der Drache
- Die Schöne und der Rübezahl
- Struwwelpeter. Singspiel von Erik Kross. Musical-Klasse der Kreismusikschulen Plön & Ostholstein, 2008.
- uvm.

## Eigene Alben und Mitwirkung
- Frisch auf ins weite Feld. Gruppe Folkländer, LP (1980)
- Ein Kessel Rotes, LP (1981)
- Axion esti. Volksoratorium. Theodorakis/Elitis, LP (1983)
- Glasbruch. 1848, LP (1984)
- Zeitzeichen, LP (1989)
- ohrakel, heureka, CD (1991)
- Krach auf dem Heimweg. Folkländers Bierfiedler, CD (1991)
- Von der Westlichkeit der Welt. Barbara Thalheim, CD (1991)
- Original Soundtrack Die Stadt. Musik zu M. Schindhelms Stück. heureka & N.Thym-Hochrein, CD (1991)
- Pat´s English. Tape 1. heureka & Dee Winter, MC (1994)
- Nice feeling. Detlef Bunk, CD (1996)
- Zum Beispiel Nilpferde. Scarlett O´ (1998)
- Neue Lieder. Barbara Thalheim (1999)
- Räuberlieder. Folksession Vol. 2, CD (1999)
- wanderungen. heureka, CD (2000)
- California Impressions. acoustic guitar. detlef bunk, CD (2000)
- Traumland Amnesien. Reinhard Kuhnert, CD (2000)
- Holger Güttersberger singt Brel. Live-Mitschnitt, CD (2000)
- my connections. 10 poppige Gitarrenstücke zwischen Folk, Latin, Blues & New Age (2002)
- Ralph & Ralf. Live 2002/2003. Live-Mitschnitt, CD (2003)
- Bunkis Tierleben. 15 tierische Stücke für Gitarre leicht bis fast leicht von Detlef Bunk (2003)
- two stones. acoustic guitar. detlef bunk (2003)
- Wegen Emil seine unanständ´ge Lust. Claire-Waldoff-Lieder mit Maggy Domschke, CD (2004)
- Ergüsse... von Ralph & Ralf. . Studio-Produktion, CD (2005)

## Musikwissenschaftliche Arbeit
- Mitarbeit an: Jürgen B. Wolff [Bearb.]: Bibliographie der Literatur zum deutschen Volkslied: mit Standortangaben an den wichtigsten Archiven und Bibliotheken der DDR / nach inhaltl. u. praktischen Gesichtspunkten zsgest. von Jürgen B. Wolff und Erik Kross. Leipzig 1987, ISBN 3-7444-0046-8.